# Port lotniczy Lüderitz
Port lotniczy Lüderitz – port lotniczy położony w pobliżu Lüderitz. Jest jednym z największych portów lotniczych w Namibii.

## Linie lotnicze i połączenia
| Linia Lotnicza | Kierunek        |
| -------------- | --------------- |
| FlyNamibia     | 1. Windhuk-Eros |